# 1635 az irodalomban
Az 1635. év az irodalomban.

## Események
- május 12. – Pázmány Péter megalapítja a nagyszombati egyetemet.
- Calderón drámája: Az élet álom (La vida es sueño) bemutatója Madridban.
- Pierre Corneille Médea című drámájának bemutatója Párizsban.

## Születések
- január 25. – Daniel Casper von Lohenstein német költő, jogász, diplomata; az ősgermán tárgyú Grossmüthiger Feldherr Arminius oder Hermann történelmi regény (1689–1690) szerzője († 1683)
- június 3. – Philippe Quinault francia drámaíró és librettista († 1688)
- szeptember 8. – Esterházy Pál, 1681-től nádor, barokk nagyúri költő, a művészet nagy pártfogója († 1713)

## Halálozások
- április 25. – Alessandro Tassoni itáliai költő, író (* 1565)
- augusztus 27. – Lope de Vega spanyol költő, a barokk dráma legjelentősebb művésze (* 1562)